# Euptychia
Euptychia is een geslacht van vlinders uit de familie Nymphalidae. De wetenschappelijke naam van het geslacht werd voor het eerst geldig gepubliceerd in 1818 door Jacob Hübner.
De typesoort van het geslacht is Oreas mollina Hübner, 1813

## Soorten
- Euptychia alacristata Neild, Nakahara & Fratello, 2014
- Euptychia enyo Butler, 1867
- Euptychia ernestina Weymer, 1911
- Euptychia fetna Butler, 1870
- Euptychia hannemanni Forster, 1964
- Euptychia hilara (C. & R. Felder, 1867)
- Euptychia insolata Butler & Druce, 1872
- Euptychia jesia Butler, 1869
- Euptychia meta Weymer, 1911
- Euptychia mollina (Hübner, 1813)
- Euptychia picea Butler, 1867
- Euptychia rubrofasciata L. & J. Miller, 1988
- Euptychia rufocincta Weymer, 1911
- Euptychia westwoodi Butler, 1867

onzekere soorten
- Euptychia insignis
- Euptychia ordinata

## Soorten die niet langer in dit geslacht worden geplaatst
- Euptychia acmenis
- Euptychia agnata
- Euptychia alcinoe
- Euptychia aliciae
- Euptychia ambigua
- Euptychia argante
- Euptychia argentella
- Euptychia aurigera = Splendeuptychia
- Euptychia austera
- Euptychia biocellata
- Euptychia borasta
- Euptychia boulleti
- Euptychia breyeri
- Euptychia brixius
- Euptychia burgia
- Euptychia calixta
- Euptychia camerta
- Euptychia cantheus
- Euptychia cleophes
- Euptychia clinas
- Euptychia clorimena = Splendeuptychia
- Euptychia cornelius
- Euptychia crantor
- Euptychia cymela
- Euptychia divergens
- Euptychia dorothea
- Euptychia dospassosi
- Euptychia drymo
- Euptychia eremita
- Euptychia eriphule
- Euptychia euphares
- Euptychia francisca
- Euptychia galesus
- Euptychia gibsoni
- Euptychia gisella
- Euptychia grimon
- Euptychia griseldis
- Euptychia gulnare
- Euptychia harmonia
- Euptychia hedemanni
- Euptychia henshawi
- Euptychia hiemalis
- Euptychia hotchkissi
- Euptychia howarthi
- Euptychia innocentia = Pharneuptychia
- Euptychia jamaryensis
- Euptychia leguialimai
- Euptychia libitina = Splendeuptychia
- Euptychia liturata
- Euptychia maepius
- Euptychia magdalena
- Euptychia maimoune
- Euptychia manasses
- Euptychia maniola
- Euptychia marisea
- Euptychia metagera = Magneuptychia
- Euptychia mima
- Euptychia mitchelli
- Euptychia monahani
- Euptychia moneca
- Euptychia mycalesis = Magneuptychia
- Euptychia myncea
- Euptychia nayarit
- Euptychia nelsoni
- Euptychia neomaenas
- Euptychia nerita
- Euptychia newtoni = Magneuptychia
- Euptychia numeria
- Euptychia numilia
- Euptychia ocelloides
- Euptychia ochracea
- Euptychia oreba
- Euptychia pacarus
- Euptychia paeon
- Euptychia pamela
- Euptychia parthenie
- Euptychia peculiaris
- Euptychia pellerna
- Euptychia pellonia
- Euptychia pephredo
- Euptychia perfuscata
- Euptychia periphas
- Euptychia pertrepida
- Euptychia philodice
- Euptychia phocion
- Euptychia pronophila
- Euptychia pseudonecys
- Euptychia pseudopephredo
- Euptychia punctata
- Euptychia purusana = Splendeuptychia
- Euptychia pyracmon
- Euptychia renatina
- Euptychia rogersi
- Euptychia romana
- Euptychia rubricata
- Euptychia sabina
- Euptychia saltuensis
- Euptychia segesta = Magneuptychia
- Euptychia squamistriga
- Euptychia straminea
- Euptychia suivalens
- Euptychia susanna
- Euptychia sylvina
- Euptychia terrestris
- Euptychia thelete
- Euptychia therkelsoni
- Euptychia thobiei
- Euptychia tiessa = Magneuptychia
- Euptychia umbrosa
- Euptychia variabilis
- Euptychia vesper
- Euptychia vestigiata
- Euptychia villarresi
- Euptychia virgata
- Euptychia viviana
- Euptychia wellingi
- Euptychia weyrauchi